# Unione dei Comuni degli Antichi Borghi di Vallecamonica
L'Unione dei Comuni degli Antichi Borghi di Vallecamonica comprende 6 comuni italiani ubicati in provincia di Brescia, nel cuore della Val Camonica, e comprende gli abitati dell'Altopiano del Sole sulla sponda orografica destra del fiume Oglio (Borno, Ossimo, Malegno) e quelli sulla sponda orografica sinistra (Berzo Inferiore, Cividate Camuno, Esine, Niardo).
Tra le attività messe in comune sono comprese la gestione dello Sportello unico delle attività produttive ed il servizio di polizia locale.

## Comuni appartenenti all'unione
- Berzo Inferiore[3][4]
- Borno
- Cividate Camuno
- Esine
- Malegno
- Niardo
- Ossimo

## Costituzione
L'atto costitutivo è stato firmato da cinque sindaci di Bienno, Breno, Malegno, Niardo e Prestine il 31 dicembre 2010 presso il comune di Breno, che fu la prima sede.
Dal 2012 si uniscono i Comuni di Borno e Ossimo, mentre nel 2015 entra a farne parte anche il comune di Cividate Camuno. Nel 2016 recede il comune di Bienno (e di conseguenza Prestine fusa con Bienno).
Con una deliberazione del consiglio comunale del 27 febbraio 2019 esce dell'unione il Comune di Breno, di conseguenza la nuova sede viene istituita a Cividate Camuno. 
Nel 2020 entra nell'Unione il comune di Esine, mentre nel 2024 si unisce anche il comune di Berzo Inferiore.

## Funzioni esercitate
L’azione amministrativa dell’Unione tende al miglioramento dei servizi offerti, alla semplificazione ed all’allargamento della loro fruibilità. Svolge attività di consulenza progettuale e giuridica in favore dei Comuni ai fini del coordinamento delle attività di interesse intercomunale. I Comuni conferiscono all’Unione la gestione delle seguenti funzioni: 
- organizzazione dei servizi pubblici di interesse generale come il trasporto pubblico comunale, 
- catasto e pianificazione edilizio urbanistica territoriale di livello sovracomunale
- attività di pianificazione di protezione civile e di coordinamento dei primi soccorsi
- organizzazione e la gestione dei servizi di raccolta, smaltimento e recupero dei rifiuti 
- organizzazione e gestione dei servizi scolastici
- polizia municipale e polizia amministrativa locale
- SUAP (sportello unico attività a produttive)

## Sede
La sede dell'unione si trova oggi nel comune di Cividate Camuno, nella vecchia sede del Museo archeologico nazionale della Valle Camonica.